# Volkswagen Air Service
A Volkswagen Air Service braunschweigi székhelyű német légitársaság, a Volkswagen AG leányvállalata. Kizárólag az anyavállalat üzleti útjait hivatott kiszolgálni. A légitársaság elsősorban az Volkswagen konszernhez tartozó márkacsoportok igazgatótanács-tagjainak utaztatását végzi, az egyéb, menetrend szerinti utaztatásokhoz a Volkswagen AG és leányvállalatai egyéb légitársaságok szolgáltatásait is igénybe veszik – ilyen például a Private Wings.

## Flotta
A légitársaság flottája kilenc repülőgépből áll, adózási okokból az összes gép kajmán-szigeteki VP-C lajstromszámmal repül.
- 1 db Airbus A319CJ (VP-CVX)
- 1 db Dassault Falcon 900B (VP-CGB)
- 3 db Dassault Falcon 900EX (VP-CGD, VP-CGE, VP-CLB)
- 2 db Dassault Falcon 2000 (VP-CGA, VP-CGC)
- 2 db Dassault Falcon 7X (VP-CSG, VP-CSW)

## Balesetek
2009. november 18-án 11:26-kor a VP-CGD lajstromszámú Dassault Falcon 900EX típusú gép túlfutott az emdeni repülőtér kifutópályáján és a füves területre érve kitörött az orrfutója. A balesetet pilótahiba okozta, túl nagy volt a landolási sebesség, túl későn érte el a gép a futópályát, illetve túl későn vették vissza a hajtómű teljesítményt. Átstartolási kísérlet nem történt, a balesetben nem sérült meg senki.
2013. január 30-án a berlini Tegel repülőtéren a VP-CSW lajstromszámú Dassault Falcon 7X típusú gépnek meg kellett szakítania a felszállást, mert amikor a gép elérte a 80 km/h-és sebességet a kormány hirtelen előre bukott. A gép a futópálya utáni füves területen állt meg. Utasok nem tartózkodtak a gépen, a háromfős személyzetből senki sem sérült meg.

## Fordítás
Ez a szócikk részben vagy egészben  a   Volkswagen Air Service című német Wikipédia-szócikk ezen változatának fordításán alapul.  Az eredeti cikk szerkesztőit annak laptörténete sorolja fel. Ez a jelzés csupán a megfogalmazás eredetét és a szerzői jogokat jelzi, nem szolgál a cikkben szereplő információk forrásmegjelöléseként.